# Pealius splendens
Pealius splendens là một loài côn trùng cánh nửa trong họ Aleyrodidae, phân họ Aleyrodinae.
Pealius splendens được David, Sudararaj & Regu miêu tả khoa học đầu tiên năm 1991.